# 尼古拉耶夫卡农村居民点 (安纳区)
尼古拉耶夫卡农村居民点（俄语：Николаевское сельское поселение）是俄罗斯联邦沃罗涅日州安纳区所属的一个农村居民点。其下辖有2个居民点，行政中心为尼古拉耶夫卡。据2016年统计，该农村居民点的人口为1431人。